# Rockers Delight
Rockers Delight är ett musikalbum från 1997 av den svenska punk/skagruppen Monster. Albumet släpptes ursprungligen av MVG records och igen 2000 av Burning Heart Records.

## Låtlista
1. Debbie Debbie
2. Gonna Be at the Station
3. God Knows My Name
4. If It Ain’t Love
5. Mama Don’t Know
6. Looking for a Fight
7. She’s Everywhere Now That She’s Gone
8. Cool Your Jets
9. C’mon with Me
10. You'll Be Sorry
11. Here Comes the Hurt Again
12. Come Back and Shake Me
13. Digging a Depression

## Fotnot
1. ↑  Namnet "Rockers Delight" härrör från en av de reggaeshower som sändes på jamaicansk radio i slutet av 1970-talet och början av 1980-talet, då rastafariansk respektive samhällskritisk reggae som kritiserade samhället slutligen blev tillåtet att sända på radio i Jamaica (Jamaica Broadcasting Corporation (JBC)). Förutom att vara ett låtnamn med (Jacob Miller och Inner Circle) och ett filmnamn är Rockers är även en musikalisk term som syftar på den snabbare reggae som framför allt trummisen Sly Dunbar och basisten Robbie Shakespeare utvecklade under andra hälften av 1970-talet och som skiljer sig från one drop som framför allt var Bob Marleys kännemärke, utvecklad av hans trummis och basist – bröderna Carlton Barrett och Aston Barrett.